# 琴形豹蛛
琴形豹蛛（学名：Pardosa lyrifera）为狼蛛科豹蛛属的动物。分布于日本、朝鲜以及中国大陆的甘肃、青海、吉林、河北、山西、河南、江苏、浙江、安徽等地。该物种的模式产地在甘肃。